# Кольчужный капюшон

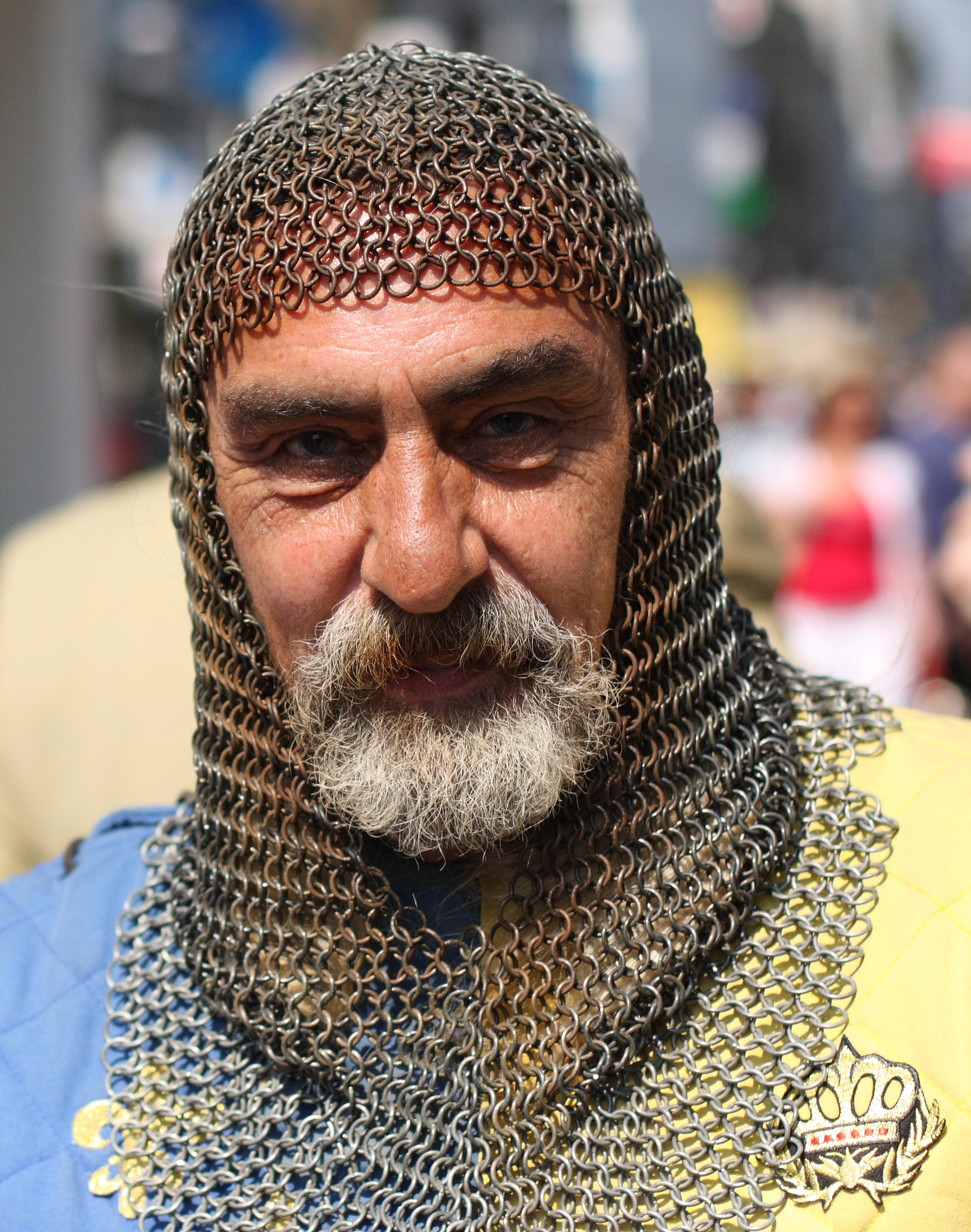

Кольчужный капюшон (англ. mail coif) — капюшон из кольчуги, защищавший голову, мог быть как частью хауберка, так и носиться отдельно.
Первоначально составлял с кольчугой единое целое, во второй половине XIII в. (а по другим данным, ещё в середине XII в.) стал выполняться отдельно. Мог включать откидной кольчужный клапан для защиты рта. Поверх кольчужного капюшона обычно надевался конический «норманнский» шлем, который к концу XII века сменил топфхельм (ведрообразный шлем). В XIV в. на смену капюшону пришёл бацинет с бармицей.
Кольчуга в Западной Европе использовалась со времен античности, однако она плохо держит рубящие и колющие удары и с конца первого тысячелетия нашей эры ей предпочитали пластинчатые и чешуйчатые доспехи. С XI века, с появлением у всадников больших миндалевидных щитов, закрывавшие их от лица до середины голени, кольчуга снова стала популярной, прикрывая тело от случайных и скользящих ударов. Поверх кольчужного капюшона надевался норманнский шлем, поскольку от прямого рубящего удара сам капюшон не спасал: на Готланде были раскопаны черепа в разрубленных поперечным ударом кольчужных капюшонах. В XIII веке появляются топфхельмы, надевавшиеся на специальную, с толстым мягким валиком-венцом, шапку, надетую поверх кольчужного капюшона. Усиление наступательного вооружения, в частности развитие арбалетов и алебард, привело к замене кольчужного капюшона бацинетом.

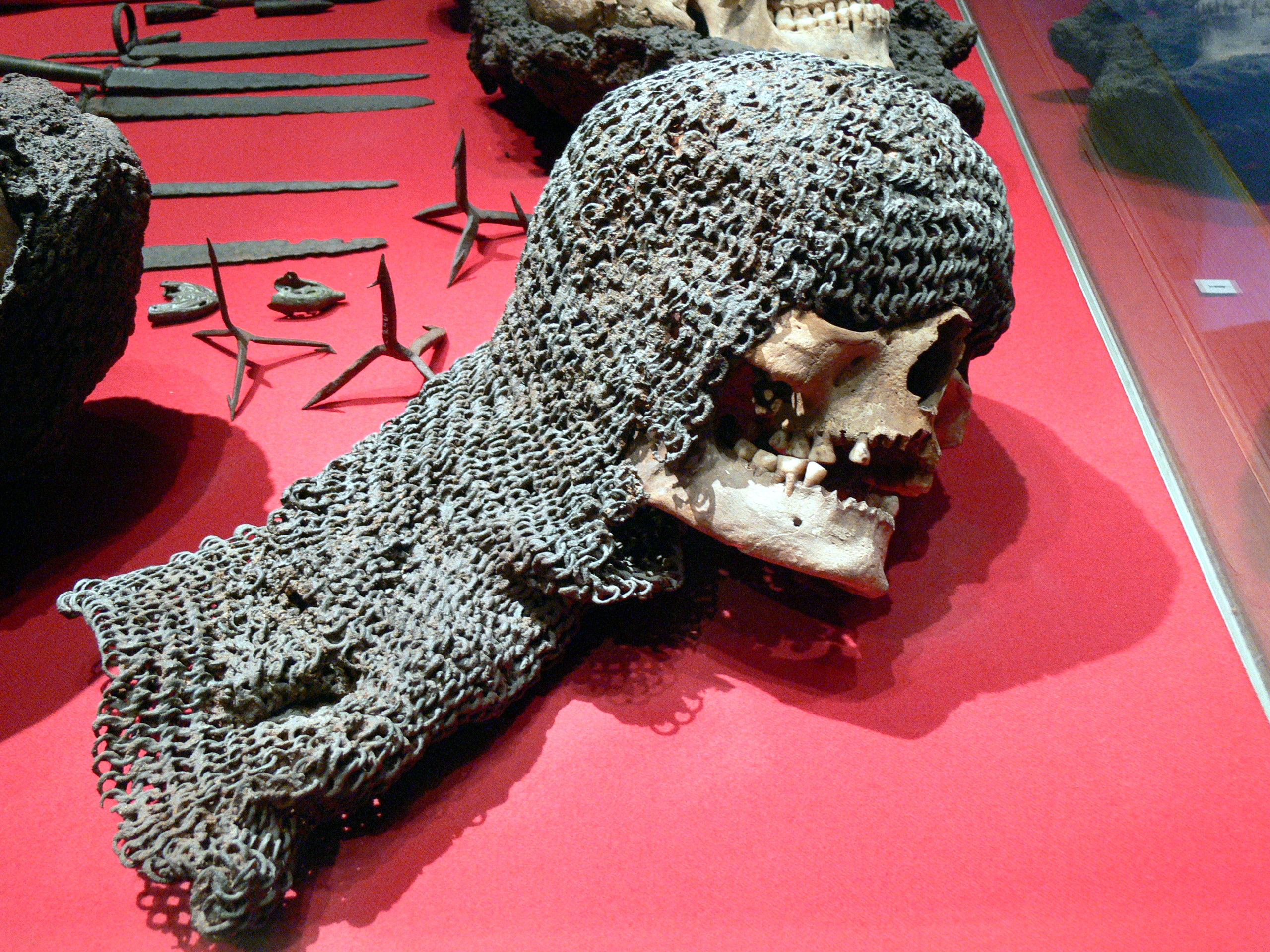
Fornsalen — череп участника битвы при Висбю, Готланд, 1361

В сленге реконструкторов кольчужный капюшон называется «койф».